# Stratocumulus
Stratocumulus eller valkmoln, förkortning Sc, är ett huvudmolnslag med cumulusliknande moln som ofta uppkommer om kvällarna när cumulusmoln sjunker samman på grund av brist på värme från marken. Stratocumulus är låga, utsträckta moln och är ofta platta på ovansidan. En annan form av valkmoln förekommer dagtid, då man kan se valk efter valk breda ut sig utan synbart mellanrum. Molnen befinner sig på mellan cirka 600 meter och cirka 2 000 meters höjd.

## Skillnad mellan stratus- (St) och stratocumulusmoln (Sc)
Stratusmoln är mycket stabila. Skillnaden mellan stratus och stratocumulus är bland annat att molnundersidan generellt är lägre för stratusmoln. Stratocumulus har en mer bullig undersida och är mer väldefinierade än det släta stratustäcket. Anledningen är att det i stratocumulusmoln förekommer lite turbulens. Denna turbulens gör också att molnen höjer sig lite. Stratocumulus kan vintertid ibland skapa ett lättare snöfall.

## Typer av stratucumulus

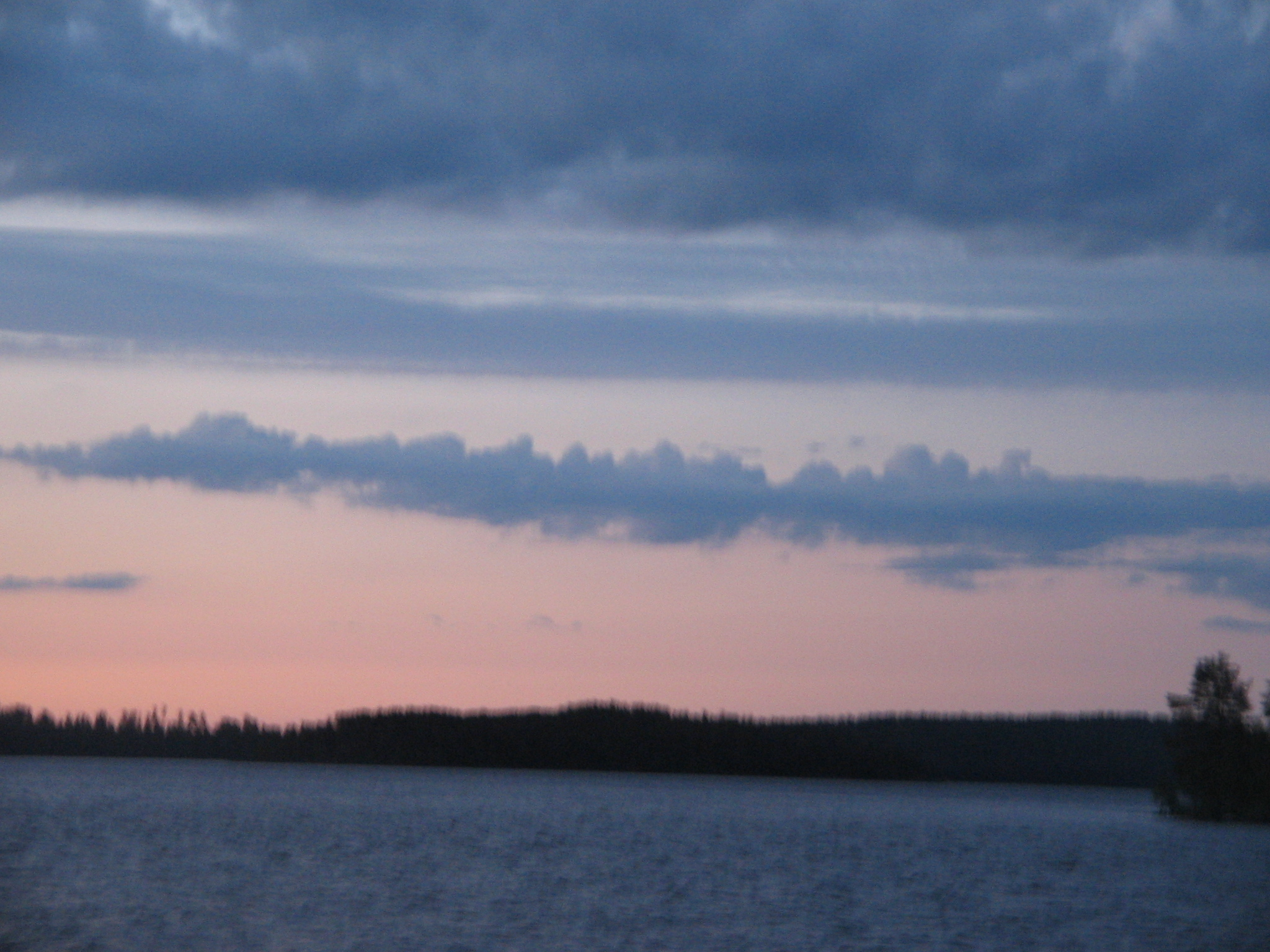
Ungefär i bildens mitt ligger ett avlångt stratocumulusmoln av arten stratocumulus castellanus med utväxter i form av torn. Tornen ger molnet ett krenelerat utseende.

Följande arter finns av stratocumulus
- Stratocumulus stratiformis (Sc str) - breder ut sig i vidsträckta horisontella skikt.
- Stratocumulus lenticularis (Sc len) - lins- eller mandelformade moln, starkt utdragen på längden. Ovanlig.
- Stratocumulus castellanus (Sc cas) - har utväxter i form av torn som ger molnet ett krenelerat utseende. Ovanlig.

Följande specialformer är applicerbara på stratocumulus
- translucidus (tr) - "genomskinlig", moln som är tillräckligt genomskinliga för att visa solens eller månens läge
- perlucidus (pe) - "tillåtande ljus att tränga igenom (mellan molnsegmenten)", moln i vidsträckta flak, men med tydliga luckor
- opacus (op) - "ogenomskinlig", moln som är tillräckligt täta för att inte avslöja solens eller månens läge
- duplicatus (du) - "dubblerad", "i flera lager", moln flera, delvis sammansmälta skikt
- undulatus (un) - "vågig", moln i vågformade skikt
- radiatus (ra) - "strålformad", moln i parallella band
- lacunosus (la) - "försedd med hål eller fåror", moln med regelbundet hålmönster

Följande ytterligare känneteckan samt följemoln finns för stratocumulus
- mamma (mam) - nedhängande juver- eller bröstliknande utväxter
- virga (vir) - "fallstrimmor", nederbörd som ej når marken
- praecipitatio (pra) - "regnande", nederbörd som når marken

## Observation
Stratocumulus kan ibland vara svår att skilja från altocumulus, men skiljs från denna genom att molnelementen hos stratocumulus har mörka partier samt att molnelementen 30 grader över horisonten har en skenbar bredd på mer än fem grader. Fem grader motsvarar ungefär bredden av tre fingrar när armen är utsträckt.
Existensen av molnelement skiljer molnet från altostratus, nimbostratus och stratus. Stratocumulus visar, förutom vid mycket låg temperaturer, aldrig ett trådigt utseende vilket altostratus ofta har. Nederbörden från stratocumulus är, om den förekommer, alltid av svag intensitet.
Till skillnad från cumulus förekommer stratocumulus i grupper och består av flak. Stratocumulus har dessutom oftast relativt plan översida. Skulle de ha en kupolformad översida så stiger de upp från molnundersidor som smält samman.